# 리서처ID
리서처ID(ResearcherID)는 학계 저자들을 위한 식별 시스템이다. 이 시스템은 2008년 1월 톰슨 로이터가 선보였다.
이 고유 식별자는 저자 식별 문제를 해결하고 작품의 올바른 속성 공개를 목표로 한다. 학술 문헌에서 이름과 성, 문서 저자의 이니셜을 언급하는 것은 흔한 일이다. 그러나 동명의 이름, 동명의 이니셜, 아니면 저널에 철자가 잘못된 이름이 있는 저자가 있으며 이로 인해 같은 이름의 다른 저자, 동일 저자의 다른 이름이 등장하게 된다.
연구자들은 리서처ID를 사용함으로써 올바른 속성 공개를 위해 출판 작품을 주장하고 고유하고 영속적인 리서처ID 번호를 이 작품에 연결시킬 수 있다. 이러한 방식으로 자신들의 출판물을 온라인으로 최신화할 수 있다.
디지털 객체 식별자와 리서처ID를 함께 사용하면 저자와 연구 문헌들의 고유한 연결이 가능해진다. 연구자를 등록된 시험에 연결시키거나 같은 연구 분야의 동료와 협업자들을 식별하는데 사용할 수 있다.

## 같이 보기
- 국제 표준 명칭 식별자
- 오픈아이디
- 가상 국제 전거 파일